# Шелли, Брайан
Брайан Шелли (англ. Brian Shelley род. 15 ноября 1981, Дублин) — ирландский футболист, защитник, наиболее известный своими выступлениями за «Дроэда Юнайтед», с которым он выиграл чемпионат Ирландии в 2007 году. Также играл за такие клубы, как «Богемиан», «Карлайл Юнайтед», «Шемрок Роверс» и другие. После завершения карьеры работал тренером и спортивным директором.

## Биография
Брайан Шелли родился 15 ноября 1981 года в Дублине, Ирландия. Свою профессиональную карьеру он начал в 1999 году в клубе «Шемрок Роверс», но не сыграл ни одного матча за основной состав. В 2000 году он перешёл в «Богемиан», где дебютировал в основном составе в матче Кубка УЕФА против «Кайзерслаутерна» в сентябре 2000 года. В составе «Богемиан» он выиграл чемпионат Ирландии и Кубок Ирландии в сезоне 2000/01.
В 2002 году Шелли перешёл в «Карлайл Юнайтед», где провёл три сезона, сыграв 87 матчей и забив 1 гол. В 2005 году он вернулся в Ирландию, где играл за «Шемрок Роверс» и «Дроэда Юнайтед». В составе «Дроэда Юнайтед» он выиграл чемпионат Ирландии в 2007 году и был назван игроком года по версии Профессиональной футбольной ассоциации Ирландии (PFAI).
В 2009 году Шелли вернулся в «Богемиан», где выиграл ещё один чемпионат Ирландии и Кубок лиги. В 2011 году он переехал в Австралию, где играл за «Балларат Ред Девилз», а затем в Новую Зеландию, где завершил карьеру в клубе «Вайтакере Юнайтед».

## Тренерская карьера
После завершения игровой карьеры Шелли начал работать тренером. В 2011—2013 годах он был играющим тренером в «Балларат Ред Девилз», а с 2013 по 2015 год занимал аналогичную должность в «Вайтакере Юнайтед». В 2014—2015 годах он также работал спортивным директором в «Вайтакере Юнайтед».